# Эфендизаде, Абдулхамид
Абдулхамид Эфендизаде (азерб. Əbdülhəmid Əfəndizadə) — 4-й муфтий мусульман Кавказа.

## Биография
Родился 15 апреля 1812 года в Шемахе. Начавший учиться в 10 лет, после окончания школы в 17-ти летнем возрасте поступил в Шемахинское медресе, которым руководил его дядя Хаджи-Али Эфендизаде, где он выучил восточные языки.
После окончания медресе А. Эфендизаде, начавший работать вместе со своим дядей, постепенно приобрёл известность в области образования. По совету дяди он был принят на работу в государственную школу, открытую 22 февраля 1849 года по инициативе наместника Кавказа С. Воронцова, где он и служил учителем шариата. Когда Абдулхамид работал в школе, он обучал учеников французскому языку, в дополнение к азербайджанскому, персидскому и арабскому языкам. Позже государственная школа, в которой он работал, закрывалась по определённым причинам.
В начале 1860-х годов он посетил Мекку в начале 1860-х годов и заслужил титул хаджи. 16 января 1864 года был назначен председателем и управляющим Шемахинского духовного ведомства, где позже за свою работу был награждён наместником Кавказа двумя золотыми часами, золотой чашей для табака и бриллиантовым кольцом. В начале декабря 1872 года Эфендизаде был назначен председателем и муфтием Управления мусульман Кавказа, и в связи с новой должностью переехал из Шемахы в Тифлис.
Как религиозный деятель, Эфендизаде проявил большую активность и филологическую компетентность в переводе религиозной литературы, религиозных указов и уставов с арабского на азербайджанский язык вместе с поэтом Сеидом Унсизаде. В связи с назначением после переезда в Тифлис увеличивается число его друзей. Среди них шейх- аль-ислам Ахмед Гусейнзаде, писатель Мирза Фатали Ахундов, Адольф Берже, выпускник факультета восточных языков Санкт-Петербургского университета, Мирза Гусейн Гаибов, принимавший активное участие в работе по сбору образцов азербайджанской литературы и издание их в Германии, были ближайшими друзьями Эфендизаде.
Был сторонников смены арабского алфавита. Он был тем, кто написал положительный отзыв на трактат «Руштийа», составленную Мирзой Реза-ханом Данишем в 1878 году по имени шейх аль-ислама Ахмеда Гусейнзаде (газета «Зияи-Кафгасийя», 01.05.1881, N3). Эфендизаде писал по этому поводу:
```
— «Я прочитал трактат Руштийа (написанный Вами) и его содержание от корки до корки. Я не нашёл изъяна. Придуманная Вами азбука совершенна и лучше азбуки, придуманной другими...»
[
2
]
```

Последние шесть лет своей жизни А. Эфендизаде посвятил составлению русско-азербайджанского словаря, однако не смог напечатать свою работу. Султан Меджид Ганизаде, близкий к семье Эфендизаде, продолжил незаконченное дело своего соотечественника во время учёбы в Александрийском учительском институте в Тбилиси.
24 декабря 1881 года в четвёртом номере газеты «Зияи-Кафгасийа» читатели получили сообщение о смерти Эфендизаде. Он умер 10 декабря 1880 года в Тифлисе, в должности ему наследовал Мирза Гусейн Гаибов.